# 나오시마정
나오시마정(일본어: 直島町)은 일본 가가와현 가가와군의 정이다. 세토 내해상에 떠있는 나오시마섬을 중심으로 나오시마 제도의 섬들로 구성된다.
세토 내해의 가가와현 다카마쓰시의 북쪽으로 약 13km, 오카야마현 다마노시의 남쪽으로 약 3km 거리에 있고 나오시마섬을 중심으로 크고 작은 27개 섬들로 구성된다. 나오시마섬의 남쪽은 녹지가 풍부한 해안으로 세토나이카이 국립공원으로 지정되어 있다.

## 역사
- 1890년 2월 15일 - 정촌제 시행과 함께 가가와군 나오시마촌이 성립하였다.
- 1954년 4월 1일 - 정으로 승격해 나오시마정이 되었다.

## 인구
| 연도 | 인구  | ±%     |
| ---- | ----- | ------ |
| 1970 | 6,007 | —      |
| 1980 | 5,302 | −11.7% |
| 1990 | 4,671 | −11.9% |
| 2000 | 3,705 | −20.7% |
| 2010 | 3,325 | −10.3% |
| 2020 | 3,103 | −6.7%  |

## 관광 명소
- 이우환 미술관